# Cyphonetria thaia
Cyphonetria thaia är en spindelart som beskrevs av Alfred Frank Millidge 1995. Cyphonetria thaia ingår i släktet Cyphonetria och familjen täckvävarspindlar.
Artens utbredningsområde är Thailand. Inga underarter finns listade i Catalogue of Life.